# Народно-социалистическая партия Молдовы
Народно-социалистическая партия Молдовы (рум. Partidul Popular Socialist din Moldova) — левая политическая партия в Республике Молдова.

## Руководство
- Виктор Степанюк  — председатель НСПМ
- Людмила Нагрудный — заместитель председателя НСПМ
- Григорий Кушнир — заместитель председателя НСПМ
- Николай Бондарчук — заместитель председателя НСПМ

## История
Учредительный съезд Народно-социалистической партии Молдовы состоялся 29 октября 2011 года. НСПМ насчитывает около 4 тысяч человек, в том числе девять бывших депутатов, среди которых Николае Андроник и Николае Бондарчук. В съезде партии приняли участие 250 делегатов из 24 районов Молдовы.
6 апреля 2012 года Народно-социалистическая партия Молдовы и Социал-демократическая партия Молдовы подписали декларацию о создании блока «Союз Левых Сил», который ставит своей стратегической целью – социально-экономическую и политическую модернизацию Республики Молдова, а до следующих парламентских выборов - стать  лидирующей политической силой страны. Программа действий Союза левых сил основана на 10 основных приоритетах, которые были утверждены руководством обеих партий.

## Цели партии
Народная социалистическая партия Молдовы приложит все усилия для укрепления молдавской государственности, защиты молдавской национальной идентичности, для воспитания молодого поколения в духе патриотизма и межэтнической толерантности, уважения к истории, культуре, семейным и религиозным ценностям молдавского полиэтнического народа. Народная социалистическая партия Молдовы выступает за нейтралитет, независимость и территориальную целостность Республики Молдова, за активную внешнюю политику основанной на национальных интересах страны – стратегии мира, добрососедства, взаимовыгодного сотрудничества на Европейском континенте.